# Knightmare Frame
Knightmare Frames (ナイトメアフレーム Naitomea Furēmu?) o simplemente Knightmares o Frame, designados oficialmente como Humanoid Autonomous Armored Knight, son la serie de mechas aparecidos en la serie de anime Code Geass. Son desarrollados inicialmente por el Sacro Imperio de Britania y mostrados por primera vez durante la invasión de Japón, utilizados para sustituir a los obsoletos carros de combate. El término "Knightmare" es un juego de palabras entre "Knight" (caballero) y "Nightmare" (pesadilla).

## Diseño
Los Knightmare Frames son robots de forma humanoide de entre 6 y 8 metros de alto. En adición al sistema de desplazamiento bípedo, incorporan un dispositivo ubicado en sus piernas llamado Landspinner; una suerte de mecanismos de ruedas que funciona de modo similar a patines para desplazar velozmente al mecha por territorio firme. Los datos visuales son recolectados a través de un sistema llamado Factsphere, una esfera censora con capacidad de visión termal y varios otros tipos de recogida de datos. Estos sensores suelen estar protegidos bajo armaduras, y se despliegan cuando es necesario realizar un análisis exhaustivo del campo de batalla. Poseen una cabina de mando para un solo tripulante ubicada normalmente en la espalda del vehículo, sobresaliendo en forma de joroba. El interior de la cabina contiene un centro de control de operatividad del mecha, y la cabina misma puede ser eyectada en caso de tener que abandonar el Knightmare. Todos inician su activación mediante una llave introducida en un puerto USB en el tablero de mando.
Los Frames obtienen su energía de una batería reemplazable y reutilizable cargada con sakuradita llamado Energy Filler (エナジーフィラー enajii firaa?). Dependiendo del modelo, el consumo de energía puede ser mayor o menor, y aparentemente, el tamaño y tipo de conexión no varía entre las diferentes generaciones.
El armamento primario de los Knightmare son arpeos autopropulsados llamados Slash Harkens (スラッシュハーケン Surasshuhāken?). Estas armas consisten en un cable de gran longitud acabado en un ancla puntiagudo capaz de ser disparado a alta velocidad, pudiendo servir como proyectiles improvisados, cables de escalada o armas de inmovilización entre otros usos. Además, poseen una gran cantidad de otras armas integradas o de mano, como rifles, granadas y lanzacohetes. Algunos modelos están equipados con Maser Vibration Sword (MVS), un tipo de vibrocuchilla usada para atacar cuerpo a cuerpo a otros vehículos, y cañones de hadrones, poderosos cañones de energía capaces de causar enormes daños en las fuerzas enemigas. Adentrada la serie, muchos modelos muestran sistemas llamados Float Systems (フロートシステム Furōto Shisutemu?), los cuales les permiten volar.

## Modelos de Britania
El Sacro Imperio de Britania fue la primera nación en desarrollar Knightmares, usándolos para lograr la superioridad en el combate con otros países.

### Modelos personales
En adición a los modelos normales, Britania fabricó varios Knightmares personalizados para pilotos de élite; algunos, como el Gawain o el Lancelot, son prototipos creados para refinar nuevas ideas o probar modelos antes de comenzar la producción en masa.

#### Galahad
El Galahad (ギャラハッド Gyarahaddo?), llamado así en honor al caballero de la Tabla Redonda Galahad, es el Knightmare Frame de Octava Generación del Knight of One, Bismarck Waldstein. Al igual que el Gawain, a partir del cual fue desarrollado, el Galahad tiene al menos el doble de tamaño que otros Knightmares. Su armadura es negra y rosácea con hombros puntiagudos, y sus Landspinner se hallan integrados dentro de los pies. Cuenta con Slash Harken en la cintura al igual que el Lancelot, y en su espalda destaca una enorme espada MVS llamada Excalibur, la cual fue bautizada así por el propio Emperador Charles. Su tamaño es similar al del frame y es capaz de asestar tajos de enorme potencia; además, la energía generada por la hoja puede usarse para la defensa. Su poder es tal que puede bloquear con facilidad un ataque del Shenhu y atravesar igualmente los escudos del Shinkiro. Previamente antes de recibir la Excalibur, el arma principal del Galahad era un cetro adaptado a su tamaño. Al igual que en el Gawain, los dedos del Galahad son Slash Harkens en miniatura, y posee el mismo sistema de flotabilidad que él.
Este mecha es finalmente destruido por el Lancelot Albion. La potencia del mecha de Suzaku fue tal que partió tanto al frame como a la espada en dos. Luego, las dos mitades de Excalibur son recuperadas para el dañado Knightmare Tristan.

#### Gawain
El Gawain (ガウェイン Gawein?), bautizado en honor al caballero de la Tabla Redonda Gawain, es el Knightmare Frame de sexta generación desarrollado por el príncipe Schneizel El Britania. El Gawain posee un tamaño inusualmente grande, ya que mide al menos dos veces más que cualquier otro modelo. Además, posee una cabina no eyectable de dos asientos (aunque solo requiere un piloto) y no parece tener Factspheres visibles. Su armadura es negra y dorada, y sus Lanspinners nunca son mostrados, ya que se hallan integrados dentro de los pies; aun así, no suelen usarse, ya que está equipado con un sistema de flotabilidad que le permite desplazarse por levitación. El arma principal son dos cañones de hadrones montados en los hombros capaces de lanzar tremendas ráfagas de energía rojiza. Además, los dedos del Gawain son Slash Harkens en miniatura. En su cabina lleva instalado el Druid System (ドルイドシステム Doruido Shisutemu?, lit Sistema Druida), un sistema de planificación que le permite prever los movimientos y ataques enemigos, aunque se menciona que se halla en período experimental.
Esta unidad es robada por Zero de las manos de Schneizel, aunque con los cañones de hadrones sin acabar; esto es solucionado por Rakshata, quien utiliza el sistema de los distorsionadores Gefjun para completar el funcionamiento de las armas. Además, la disrupción energética natural de los Gefjun hace al Gawain invisible al radar. Tras ello, el Gawain se convierte en la unidad personal de Zero, usándola para obtener la ventaja en combate y dirigir la batalla desde su asiento de copiloto, mientras C.C. lleva los mandos. 
En el episodio final de la primera temporada, esta unidad es enterrada en el abismo submarino cuando C.C. realiza un ataque suicida contra el Sigfried de Jeremiah Gottwald, arrastrando a ambos hacia las profundidades oceánicas. Más tarde los restos serían recuperados por Lakshata y su equipo y utilizados como base para el Shinkirō

#### Lancelot
El Lancelot (ランスロット Ransurotto?), bautizado en honor al caballero de la Tabla Redonda Lancelot, es un Knightmare prototipo de séptima generación usado por el Knight of Seven, Suzaku Kururugi. Desarrollado por Lloyd Asplund, es el primer Knightmare de su generación, así como el primero y único en usar un núcleo de Sakuradita optimizado llamado Core Luminous, lo que le hace extremadamente complicado de pilotar; se menciona que Suzaku es la única persona capacitada para hacerlo, ya que los demás pilotos no fueron capaces más que de hacerlo moverse lentamente. Debido a su estatus de prototipo no posee sistema de eyección de la cabina.
El Lancelot tiene una armadura blanca y dorada con formas estilizadas, teniendo dos Factspheres ubicadas en el pecho (aunque versiones tardías tendrían una sola, en la cabeza), dos escudos de energía llamados Blaze Luminous en los antebrazos y cuatro Slash Harkens, dos en las muñecas y dos en las cadera. Estos Slash Harken disponen de mecanismos mejorados capaces de obtener más velocidad de lanzamiento. Sus armas principales son dos espadas MVS, así como un rifle denominado VARIS (Variable Ammunition Repulsion Impact Spitfire), el cual puede lanzar proyectiles de gran potencia. Una versión mejorada llamada Lancelot Air Cavalry cuenta con el primer sistema de flotabilidad desarrollado.
En Akito the Exiled, El modelo tradicional es personalizado con una flor grabada en la frente, y equipado con un Slash Harken de color azul donde está adornado con el símbolo de Caballero de Honor de Euphemia Li Britannia para rendirle homenaje, ganándose además el apodo de "La Muerte Blanca" para el terreno de Europia y "Demonio Blanco" para Euro Britannia.
En la segunda temporada, el Lancelot es altamente mejorado y aumenta su potencial para equiparar un Knightmare de Octava Generación, siendo rebautizado como Lancelot Conquista (ランスロット コンクエスター Ransurotto Konkuesutā?). En esta versión cuenta con una armadura más pesada y compleja, de los mismos colores y capaz de aguantar los distorsionadores Gefjun. Sus armas también son las mismas, aunque el rifle VARIS es mejorado con un cañón de hadrones y cuenta con tres escudos de energía más, situados en piernas y pecho; avanzada la temporada, también es equipado con un lanzador de ojivas FLEIA (Field Limitary Effective Implosion Armament), las cuales tienen un potencial destructivo de kilómetros. Esta arma solo es usada una vez.
Cuando el Conquista es destruido por Kallen Guren S.E.I.T.E.N., Suzaku recibe un modelo enteramente nuevo llamado Lancelot Albion (ランスロット アルビオン Ransurotto Arubion?), un Knightmare de novena generación diseñado específicamente para él. Esta versión tiene una armadura mucho más ornamentada, con dos alas de energía verde dividida en tres plumas en cada una; las alas le permiten volar y disparar ráfagas energéticas desde ellas contra un área grande. Sus espadas también son mejoradas, pudiendo igualar a la espada Excalibur del Galahad, y cuenta con 2 rifles VARIS como armas principales. Demuestra tener una armadura y partes en general de mayor dureza que los Frame de generaciones previas, ya que es capaz de quebrar con un rodillazo y romper con sus brazos los Slash Harken del Tristán.
El Albion es finalmente destruido en la batalla final contra el Guren S.E.I.T.E.N. de Kallen.
Al final de la segunda temporada, C.C. usa una versión del Lancelot Air Cavalry llamado 'Lancelot Frontier (ランスロットフロンティア Ransurotto Furontia?), el cual posee una armadura rosa y el escudo de energía del Percival. Esta versión es destruida por Kallen poco después de su introducción.
En Code Geass: Oz The Reflection, siguiendo el éxito del Lancelot tras la Rebelión negra se creó el Z-01/TX-02 Lancelot Trial, una variante piloteada por Marrybell mel Britannia. Originalmente desarrollado como un prototipo para la producción en masa del Lancelot, era considerado demasiado costoso a pesar de sus especificaciones reducidas. Su diseño en realidad, está basado en el arte conceptual del Lancelot, antes de que finalmente tuviera su coloración definitiva.

#### Mordred
El Mordred (モルドレッド Morudoreddo?), llamado así por el caballero de la Tabla Redonda Mordred, es el Knightmare Frame de la Knight of Six, Anya Earlstreim. El Mordred es un Knightmare de artillería pesada diseñado para resistir ataques potentes, sacrificando la velocidad a favor de un alto blindaje; como consecuencia de ello, es un mecha mucho más rechoncho y macizo que el resto de Knightmares. Aun así, posee un sistema de flotabilidad integrado, lo que le permite volar con agilidad media. Su armadura es rojo oscuro con detalles dorados, y destacan en ella sus dos enormes hombreras, que contienen baterías de cañones de hadrones. Estas armas pueden lanzar varios rayos menores en ráfagas o desplegarse al frente del mecha y unirse en una para lanzar un haz de energía tremendamente poderoso, el cual es su arma principal. La potencia de este cañón es suficiente para atravesar casi cualquier blindaje y causar enormes daños de un solo disparo. El Mordred está equipado también con pequeños misiles de proximidad situados en varias partes de su cuerpo.
El Modred es casi destruido en la batalla contra el Sutherland Sieg de Jeremiah Gottwald, quien usa la autodestrucción de su Knightmare para destrozar el Mordred y así acceder a su cabina de mando.

#### Percival
El Percival (パーシヴァル Pāshivaru?), nombrado en honor al caballero de la Tabla Redonda Percival, es el Knightmare Frame de octava generación usado por el Knight of Ten, Luciano Bradley. Su armadura es rosa con detalles en violeta, dorado y negro. Posee líneas excepcionalmente afiladas y con múltiples partes puntiagudas. Está armado con tres Slash Harkens situados en hombros y cabeza, así como una cuchilla cuádruple de energía en su muñeca derecha. Esta es su arma principal, ya que el brazo puede situar las cuchillas en posiciones equidistantes y girarlo sobre sí mismo a gran velocidad para generar una poderosa lanza de energía con la rotación, teniendo el arma una gran capacidad de penetración. También lleva pequeños cañones de hadrones en las piernas, un escudo de energía en el brazo derecha y una batería de misiles tras él. Posee un sistema de flotabilidad propio.
El Percival y su piloto son destruidos por Kallen Kozuki y su Guren S.E.I.T.E.N.. El escudo es más tarde rescatado y usado para el Knightmare de C.C., el Lancelot Frontier.

#### Siegfried
Desarrollado en secreto por el príncipe Schneizel El Britannia, el Siegfried (ジークフリート Jīkufurīto?) es parte del proyecto de desarrollo Code R, el cual se dedicó a la investigación del Geass. Nombrado a partir del héroe de la mitología germánica Siegfried, este Knightmare es definido más como un Knight Giga Fortress, ya que su diseño difiere enormemente de los demás mechas. De tamaño gigantesco, mucho mayor que el Gawain, tiene forma más o menos esférica, sin extremidades y con cinco protuberancias cónicas puntigudas que son en realidad Slash Harkens gigantes, todo ello en verde y naranja. Su cabina de mando se halla en su núcleo, y es mucho más amplia que cualquier otra, permitiendo al usuario permanecer de pie; en ella, el piloto conecta su sistema nervioso con el mecha para establecer un control neural directo, prescindiendo de pantallas o controles tradicionales. Esto da al Sigfried una capacidad de reacción en la batalla extremadamente rápida, pero hace que solo pueda ser usado por pilotos con una capacidad neuronal superior al resto de los humanos, como V.V. o Jeremiah Gottwald, el cual fue modificado para adquirir estas habilidades.
El Sigfried está equipado con un sistema de flotabilidad y varios impulsores, lo que le da una excelente movilidad para su tamaño. Sus principales armas son los cinco Slash Harkens cónicos de su cuerpo y dos más de tipo tradicional, ocultos en su frente. Además, está equipado con dos generadores eléctricos similares a una bobina de Tesla que le permiten electrificar a enemigos cercanos. El Sigfried puede aprovechar su forma y girar sobre sí mismo como una peonza para arrollar grupos de enemigos, o usar la rotación como escudo, volviéndose casi invulnerable. En suma, el Sigfried es un mecha extremadamente resistente, capaz de resistir al derrumbe de un edificio sobre él sin sufrir daños y sobrevivir a presión atmosférica extrema.
Este Knightmare es robado por Jeremiah Gottwald durante la primera batalla de Tokio cuando entra en un estado psicótico y marcha a atacar a Zero. Incapaz de derrotar a Gottwald, C.C. usa el Gawain para arrastrar ambos Knightmares a los abismo oceánicos y así destruir el Sigfried, pero este y su piloto logran salir intactos. El Knightmare es más tarde visto en manos de V.V., quien lo usa contra Lelouch, pero es finalmente destruido en un esfuerzo conjunto con Cornelia.
Tras ello, Lakshata rescata los restos del Sigfried para construir un Knightmare llamado Sutherland Sieg.

#### Tristan
El Tristan (トリスタン Torisutan?), llamado a partir del caballero de la Tabla Redonda Tristan, es el Knightmare de octava generación del Knight of Three, Gino Weinberg. Es el primer Knightmare transformable presentado en la serie, capaz de cambiar de forma humanoide a forma de avión. Su armadura es azul y blanca con detalles dorados, y tiene dos largas extensiones similares a cuernos en la cabeza. Está equipado con dos Slash Harken que pueden unirse para disparar un potente rayo de energía; además, cuenta con dos espadas MVS, las cuales pueden unirse en un solo arma, similar a una guadaña de doble filo. Cuando se encuentra en su forma aérea, las espadas se hallan ocultas en sus alas, pudiendo usar dos cañones de fuego rápido como arma principal.
El Tristan es duramente dañado en su batalla contra el Lancelot Albion de Suzaku, siendo más tarde reconstruido y renombrado Tristan Divider (トリスタン・ディバイダー Torisutan Dibaidā?). En esta versión, el Tristan cuenta con un sistema de propulsión mejorado y las dos partes de la espada Excalibur del Galahad sustituyendo las suyas. Externamente, el Divider es idéntico a su predecesor, pero con varios detalles en rojo y azul en su armadura. Después de conseguir destruir el Shinkirō, el Tristan vuelve a ser destruido parcialmente por Suzaku y se asume que no fue reparado.

### Modelos de producción en masa

#### Gareth
El Gareth (ガレス Garesu?), llamado así en honor al caballero de la Tabla Redonda Gareth, es un modelo de producción en masa de séptima generación a partir del prototipo Gawain. Su armadura es vagamente similar a la de él, con color gris y dorado y con formas oblicuas, así como con las mismas antenas en forma de orejas del Gawain; sin embargo, hay notables diferencias estructurales. Su tamaño es mucho menor, y es más ágil y maniobrable, teniendo el mismo equipo de flotabilidad; sus cañones de hadrones están integrados en los brazos, y sus emisores cónicos sustituyen a las manos. No posee el Druid System, y su cabina es de una sola plaza y con sistema de eyección. Tiene ocho Slash Harkens montados en lanzadores cuádruples ubicados en las caderas, así como catorce lanzamisiles en todo su cuerpo (cuatro en cada pierna y seis en el pecho). También tiene ametralladoras triples montadas en los hombros.
Los Gareths sustituyen a los Gloucesters de los Glaston Knights de la Segunda Batalla de Tokio en adelante. También son muy usados durante el reinado del emperador Lelocuh vi Britania, aunque no tanto como el modelo Vincent Ward.

#### Glasgow
El Glasgow (グラスゴー Gurasugō?) es un Knightmare Frame de cuarta generación, el primer modelo utilizado con fines de combate, producido en masa por el Sacro Imperio de Britania, tras las pruebas realizadas en el Ganímedes, participa activamente en la conquista de la isla de Japón, posteriormente llamada Área 11.
Su armadura es grisácea con el pecho, los hombros, y los landspinners negros. Posee un Factsphere en la cabeza del frame y, a pesar de no haber sido diseñado con armas, se equipó con rifles y demás armas fabricadas por separado.
En Europa y otras regiones del mundo, la variación de este equipo se presenta en colores y con enumeraciones romanas vistas en Code Geass: Akito the Exiled, así también como en el manga: Code Geass: Oz the Reflection.

#### Gloucester
El Gloucester (グロスター Gurosutā?) es un Knightmare frame de quinta generación; modelo de producción en masa basado en el Glasgow pero con mejoras a diferencia del Sutherland. Son utilizados por el ejército de Cornelia. Es robusto en el pecho y la espalda y estilizado en los brazos y piernas, su armadura es color petróleo con detalles en negro. Cuenta con 2 Slash Harkens en el pecho, un largo y punzante sable dorado, y , al igual que los Sutherland, pueden ser equipados con distintas armas. Tiene la particularidad de tener una capa negra colgando. Poseen un Factosphere en la cabeza y los landspinners son de color negro.
Guilford, Darlton y Cornelia poseen modelos personalizados. Los de Guilford y Darlton son de color magenta oscuro y el de Cornelia es de color magenta claro, todos con detalles en color petróleo. El sable dorado de estos frames es de mayor tamaño. La capa de los Knightmare de Guilford y Darlton es de color azul oscuro. El frame de Cornelia se distingue al tener dos terminaciones en punta que salen de su cabeza en forma de cuernos, una terminación similar a una falda en el frente con el escudo de Britania y la capa de color blanco. Los Glaston Knights tienen Gloucester con la capa de color azul en un tono más claro y cuentan con dos lanzamisiles ubicados encastrados, uno en cada hombro.
El Gloucester de Cornelia fue destruido por el Gloucester de Darlton, estando este último bajo el control del geass de Lelouch; el Gloucester de Darlton fue destruido por Lelouch y su Gawain segundos después de cumplir la orden anterior; el Gloucester de Gulford fue reemplazado, en la segunda temporada por el Vincent; los Gloucester de los Glaston Knights fueron reemplazados por los Gareth.
En Akito the Exiled, existe una derivación denominada Gloucester Swordman (グロースター・ソードマン, Gurōsutā Sōdoman. Lit. "Gloucester Espadachín"), que son Knightmares frecuentes utilizados por las 4 armadas de la Euro Britannia. Estos modelos a diferencia de la nación patria, ponen un mejor énfasis en batalla cuerpo a cuerpo y al parecer, prefieren las espadas antes que las lanzas. Hay cada modelo personalizable (por ejemplo, en la parte superior de la cabeza, el equipo puede presentar un decorado de alas mientras que los demás utilizan una diadema) y también en colores específicos, como el Gloucester rojo de Ashley Ashura. Los Gloucester lideran equipos de Sutherlands.

#### Portman
El Portman (ポートマン Pōtoman?) es un Knightmare frame anfibio de quinta generación diseñado específicamente para viajar por agua. Son utilizados siempre que se debe realizar una intervención marítima. Su armadura es estilizada con terminaciones en punta y la cabeza redonda. Es de color verde suave con detalles en plateado y el pecho de color negro. Posee 2 propulsores enganchados a la cabina del piloto para ganar más velocidad en el agua. Como armamento, cuenta únicamente con 4 Slash Harkens; 2 en el pecho y 2 en las manos. Al igual que los demás modelos de producción en masa, puede ser equipado con armas fabricadas por separado.
En la segunda temporada, son actualizados y bautizados Portman 2. Nuevamente son utilizados en misiones acuáticas y su armadura se torna de color ocre, incorporando misiles submarinos a su armamento.

#### Sutherland
Diseñado y desarrollado después de la conquista de Japón, el Sutherland (サザーランド Sazārando?) es el modelo de Knightmare de producción en serie más usado por el Sacro Imperio de Britania. Es un Knightmare de quinta generación basado en el antiguo Glasgow; mientras que este fue diseñado mayormente para abrumar a fuerzas terrestres, el Sutherland fue creado también para batallar contra otros Knightmares, teniendo mayor velocidad y resistencia que su antecesor. Aunque su potencial es sobrepasado por otros modelos más modernos, el Sutherland permanece en uso hasta mucho después de la Black Rebellion, siendo el modelo de Knightmare más copiado por otros países.
Su armadura es violeta y negra, con un acabado anguloso y geométrico; algunos modelos, como los usados por los Puristas, llevan partes rojas distintivas en los hombros y la cabeza. El modelo estándar del Sutherland no lleva armas, aunque puede usar un amplio repertorio de armas manuales o integradas, como rifles de asalto, minas, tonfas, lanzas, cañones de fuego rápido y cañones pesados, entre otras. Existen varias versiones del Sutherland de uso específico, contándose entre ellas modelos equipados con sistemas de flotabilidad como el de Jeremiah Gottwald, o la versión Sutherland Air, usada por Cécile Croomy, la cual posee un blindaje naranja y plateado y un mejor sistema de vuelo.
Las versiones vistas en Akito the Exiled, presentan variaciones coloridas en contraste con lo Knightmares de Britannia. Uno de ellos, posee los mismos colores con las siglas E.U y el número de equipo en unidades romanas, o también las 4 armadas de la Euro Britannia, poseen estas unidades con sus respectivos colores correspondientes, siendo utilizados por soldados que son comandados por un Gloucester de la misma fuerza. También existe una línea de drones construidos a raíz de los Alexander AI en Slonim, con función automática para la defensa y su Factsphere es "cíclope" con cables que conectan a una cabina transparente.

#### Vincent
El Vincent (ヴィンセント Vuinsento?) es un Knightmare Frame de séptima generación. Fue creado en masa basado en el Lancelot. Son inicialmente utilizados por el Departamento de Información, encargado de capturar a C.C. para el emperador de Britania. El primer prototipo del modelo es el Knightmare usado por Rolo Lamperouge durante la serie. Si bien fue creado basado en el Lancelot, posee diferencias respecto a este último. La armadura es dorada y plateada con detalles en rojo. No cuenta con escudos de ningún tipo. Sin embargo posee una agilidad similar que permite esquivar disparos sin mucho esfuerzo. Sus dos MVS son diferentes y se asemejan más a lanzas que a espadas y se pueden unir formando un arma similar a una cuchilla de doble filo. Cuenta con dos Slash Harkens en la cintura sin posibilidad de usar el Harken Booster. También incorpora un arma similar a un detonador que se sitúa en el codo del frame. Dicha arma requiere contacto con el enemigo y puede llegar a destruir a un Knightmare de menor escala de un golpe. Los Factsphere aparecen por duplicado y están ubicados uno en cada hombro. Este modelo dorado es reemplazado. Sin embargo, Rolo, mantiene el suyo. Le añade un sistema de flotación de la Orden de Caballeros Negros y un rifle. Este modelo es parcialmente destruido por el Siegfried de V.V. y, aunque podía ser reparado, no se lo vio más en la serie.
Luego es modificado a un modelo intermedio. Su armadura pasa a ser plateada en su mayoría con sectores en violeta y detalles en negro. Su sistema de flotación pasa del color rojo al color negro con detalles en violeta manteniendo su antiguo armamento. Es utilizado por Guilford y por el escuadrón de Valquirias del Knight of Ten, Luciano Bradley.
El modelo final, llamado Vincent Ward (ヴィンセントウォード Vuinsento Uōdo?), es usado por las tropas del imperio bajo el mando de Lelouch en la batalla final. La armadura pasa a ser violeta azulado, un color similar al del Sutherland, con detalles en plateado y el sistema de flotación pasa a ser color negro. Su equipamiento se actualiza con un rifle de fuego rápido.

## Modelos de Japón

### Modelos personales

#### Guren Mk-II
El Guren Mk-II (紅蓮弐式 Guren Nishiki?, lit Loto Carmesí tipo-02) es un Knightmare de séptima generación pilotado por Kallen Stadtfeld. Construido usando tecnología que difiere enormemente a la de Britania, el Guren fue diseñado por la ingeniera Lakshata Chawla, manufacturado por Japón y producido por Kyoto House. Es un Knightmare extremadamente veloz y poderoso, pero limitado al corto alcance; con todo, ha demostrado ser fácilmente capaz de combatir en igualdad con el Lancelot.
Como su nombre indica, el Guren es un Knightmare mayormente rojo carmesí. Su armadura tiene partes curvadas, a diferencia de la mayoría de los modelos de Britania, y su cabeza presenta una prolongación superior en forma de cuerno. Su cabina de mando es también diferente de otros modelos, ya que presenta la particularidad de poseer un asiento en forma de motocicleta. Los Landspinners del Guren están integrados dentro de la pierna, en lugar de instalado en el tobillo, y son mucho más potentes que los de los Knightmares anteriores. El arma principal es su brazo derecho, el cual es mucho mayor que el izquierdo, plateado y con cinco dedos similares a garras; en su interior se encuentra instalada un arma llamada Radiant Wave Surger (輻射波動 fukushahadō?, lit Onda Radioactiva), que consiste en un emisor de microondas radioactivas integrado en la palma. Agarrando a un Knightmare enemigo con esta extremidad y activando el emisor, las ondas se transmiten por el cuerpo del oponente, calcinando sus componentes metálicos y electrónicos y colapsando la estructura misma del mecha, causando que explote tras unos momentos; normalmente, el Knightmare afectado queda incapaz de eyectar su cabina, debido a que literalmente funde sus mecanismos y provoca errores irreparables en la unidad. El brazo puede desencajarse a la altura del codo para ganar alcance extra y acabar con enemigos a una distancia pequeña además de cuerpo a cuerpo. Aunque no está diseñado específicamente para ello, el emisor de radiación puede proyectar su haz en forma de escudo, capaz de aguantar ataques de otros modelos de producción en masa. El brazo es dañado y reparado varias veces durante la serie y destruido al final de la primera temporada por Suzaku Kururugi.
En la segunda temporada, el Guren Mk-II es mejorado y renombrado Guren Flight-Enabled Version (紅蓮可翔式 Guren Kashōshiki?, lit. Loto Carmesí tipo aéreo). Esta versión cuenta con un sistema de flotabilidad, un escudo emisor radiación en el pecho y un brazo derecho nuevo. La nueva versión posee brazo íntegramente negro, manteniendo solo los 5 dedos en plateado. La potencia del nuevo brazo es remarcable y lo equipara a los Knightmare de Ocvata Generación. Además de sus capacidades previas, puede disparar enormes rayos de radiación suficientes para calcinar en un instante a otros Frames, así como un emisor de radiación mejorado capaz de disparar una ráfaga de energía radiactiva a distancias largas. Este disparo puede eliminar a varios blancos de un solo golpe, así como dañar a tantos otros. Otra adición es un sistema lanzamisiles ubicado en la espalda, el cual puede disparar misiles guiados normales o un conjunto de misiles llamados Gefjun Net. Esta opción lanza varios misiles rápidos que rodean al Knightmare enemigo y, manteniéndose suspendidos en el aire, generan una onda múltiple de distorsión Gefjun, lo que inmoviliza al oponente.
Después de que Kallen y el Guren fuesen capturados durante una batalla con la Federación China y enviados a Britania, Lloyd Asplund y Cecile Croomy reciben acceso a él. Tras una serie de modificaciones, el Guren es renombrado Guren S.E.I.T.E.N. Eight Elements (紅蓮聖天八極式 Guren Seiten Hakkyoku shiki?, lit. Loto Carmesí S.E.I.T.E.N. tipo ocho elementos), siglas que responden a Superlative Extruder Interlocked Technology Exclusive Nexus. La apariencia cambia notablemente, pasando a tener dos Factsphere verdes en el pecho que recolectan datos muy precisos en tiempo real; deja de lado su sistema de flotación viejo y gana unas alas de energía rosa de cuatro plumas cada una que lo hacen extremadamente veloz, sus dedos pasan a ser dorados, y su armadura, mucho más compleja que las anteriores, contiene terminaciones en punta en varios sectores y dos prolongaciones en la cabeza, similares a orejas. A diferencia del anterior, esta versión cuenta con solo dos Slash Harken. Deja de tener los Landspinners integrados en los pies y estos pasan a estar separados hacia atrás como en el resto de los Frames. El brazo derecho es optimizado y capaz de generar una potencia colosal, siendo fácil destruir con él un escudo de energía pesado sin necesidad de contacto físico, o de bloquear un disparo del Cañón de Hadrones. También es posible lanzar radiación en forma de discos cortantes, y en el codo se agrega la capacidad de separar el antebrazo del brazo original, puedo dispararlo como arma y que, a su vez, este mismo dispare más ondas de radiación en muchos ángulos y direcciones diferentes. El cuchillo MVS también fue mejorado, ya que mide el doble de largo y es capaz de cortar con las espadas MVS del Lancelot Conquista o destruir la lanza del Percival sin ningún esfuerzo. 
Este modelo es dañado en la batalla final contra el Lancelot Albion, perdiendo la cabeza y los brazos, pero quedando intacto el resto. Se intuye que luego fue reparado ya que Kallen lleva su llave USB cuando sale hacia la Academia Ashford en el final de la serie.

#### Shinkirō
El Shinkirō (蜃気楼?  lit. Espejismo) es un Knightmare de octava generación diseñado por Lakshata Chawla para uso personal de Zero, basado en los restos del Gawain que fueron desenterrados del abismo submarino. Posee un sistema de flotabilidad y puede convertirse en una nave ovalada, lo que le otorga la capacidad de viajar tanto por tierra y aire como bajo el agua, y por esto Lelouch lo usa para viajar a Japón sin ser detectado. Su armadura es negra y dorada con cuatro alas bordó, así como algunas características inusuales. Por ejemplo, sus pies no tienen forma de botas, sino de garras de tres dedos; en su cabeza pueden distinguirse cuatro ojos. Su cabina es mucho más amplia de lo normal, y contiene controles de mando en forma de tablero táctil similares a los del Gawain.
La mayor característica del Shinkirō es el Absolute Defense Field (絶対守護領域 Zettai Shugo Ryouiki?, lit Campo de absoluta defensa), un sistema que usa un conjunto de campos de energía hexagonales proyectables sobre cualquier parte del Knightmare. El Druid System (ドルイドシステム Doruido Shisutemu?, lit Sistema Druida), adaptado del Gawain, permite predecir la trayectoria de proyectiles y ordenar los escudos en consecuencia, dando al Shinkirō el mayor poder defensivo de todos los Knightmares. El sistema requiere complejas órdenes, por lo que se requiere un intelecto ágil como el de Lelouch para acceder a todo su poder. Cuando Rollo intenta usarlo, solo consigue erigir una defensa pequeña y débil. Cuando se halla totalmente desplegado, el Absolute Defense Field puede bloquear un disparo del cañón de hadrones del Mordred, aunque con un gran coste de energía. Los escudos del mecha son de acción por ambos sentidos, de modo que el Shinkirō debe desactivarlos para usar sus armas.
El arma principal del Shinkirō es el Structural Phase Transition Cannon (拡散構造相転移砲 Kakusan Kouzou Sou Teni Houlit Cañón difusor transitorio de fase estructural?), un potente láser ubicado en su pecho. Cuando es activado, un cristal prísmico es lanzado desde el arma, sobre el que el cañón hace fuego para usar el efecto de refracción de la luz y lanzar múltiples rayos menores hacia todas direcciones. También es posible lanzar un disparo concentrado sin necesidad del cristal. El Shinkirō tiene también un par de cañones de hadrones situados en sus muñecas que disparan esferas de energía capaces de destruir un Knightmare menor de un solo golpe. A diferencia de otros modelos, el Shinkirō no tiene armas de corto alcance, careciendo de Slash Harkens o espadas.
El Shinkirō es destruido por Gino Weinberg en un ataque desesperado del Tristan Divider al final de la serie.

#### Sutherland Sieg
El Sutherland Sieg es la versión reconstruida por Rakshata del Sigfried, el antiguo Knightmare Frame de Jeremiah Gottwald. La versión resultante es similar en tamaño a su antecesor, pero con una estructura y armamento muy diferentes. El Sutherland Sieg posee una forma más angulosa, dividida en dos hemisferios alrededor de un bastidor central y con dos extremidades similares a brazos. Al igual que el Sigfried, el Sieg posee cinco Slash Harkens cónicos, situados dos de ellos en los extremos de los brazos, dos en los hombros apuntando hacia atrás y otro en su quilla, a modo de cola. Junto a todo esto, el Sieg cuenta con un enorme cañón de hipervelocidad montado en su vientre, generadores eléctricos en los brazos para electrocutar enemigos cercanos y múltiples baterías de misiles ocultas en todo su cuerpo. Otra incorporación es un sistema de escudo basado en el emisor de radiación del Guren, que sustituye al escudo electromagnético del modelo anterior. Su sistema de desplazamiento es el mismo que el del Sigfried, usando una combinación de sistema de flotabilidad e impulsores para moverse velozmente. El núcleo del Sieg lo compone un Knightmare Sutherland modificado, cuya cabeza es visible en la parte superior frontal del Sieg. El Sutherland, de colores naranja y verde, está equipado con sistemas de flotabilidad en el lugar de sus Landspinners, lo que le da capacidad de vuelo en caso de que el cuerpo mayor del Sieg sea dañado.
El Sutherland Sieg es duramente dañado en su batalla contra el Mordred de Anya Alastrim, siendo destruido su cuerpo exterior. Tras ello, Gottwald usa el mecanismo de autodestrucción del Sutherland interno para destrozar el Mordred y acceder a su cabina de mando.

### Modelos de producción en masa

#### Akatsuki
El Akatsuki (暁?  lit. Amanecer) es un modelo de Knightmare Frame de séptima generación construido por los Caballeros Negros con el apoyo de India, después de su exilio de Japón. Superior en poder al Gekka, es visualmente muy similar a él, con una armadura más redondeada y simplificada y con un color plateado verdoso; por lo demás, su armamento y equipo es esencialmente el mismo, con una ametralladora antipersonal en el brazo izquierdo y un Slash Harken en la parte izquierda del pecho. En adición a esto, el Akatsuki lleva también dos ametralladoras más en los hombros, así como un equipo de flotabilidad. Como es habitual en los Knightmares de producción en masa, el Akatsuki puede llevar varios tipos de armas de mano, como rifles, lanzamisiles y una versión modificada de la sierra mecánica de calor Katen Yaibatou, en forma de alabarda corta. También lleva un escudo emisor de radiación, y opcionalmente lanzadores de misiles menores integrados en el sistema de flotabilidad.
Los líderes de escuadrón de los Caballeros Negros pilotan variantes llamadas Akatsuki Zikisan (暁　直参仕様?  lit. Amanecer Versión de Vasallo). Esta versión tiene una armadura con formas puntiagudas, más parecida a la del Gekka que a la del Akatsuki. La armadura estándar es ahora de color índigo, aunque C.C. pilota una versión rosa. El Zikisan está equipado, además del armamento estándar de los Akatsuki, con una Katen Yaibatou de tamaño completo, así como un lanzamisiles integrado en el sistema de flotabilidad cargado con ojivas emisoras de radiación. El modelo de C.C. lleva además un enorme cañón montado en el brazo derecho.
Kyoshiro Tohdoh pilota una versión personalizada de Akatsuki llamada Zangetsu (斬月?  lit. Luna Cortante). Este Knightmare posee una armadura gris oscura y negra, con una protuberancia picuda en la cabeza y dos penachos rojos cayendo por la espalda, de modo similar a la antigua unidad Gekka de Tohdoh. Lleva el mismo modelo de Seidoutou que su antiguo Gekka, y está equipado con un escudo emisor de radiación, aunque no con las ojivas de radiación de los Zikisan. Esta unidad es destruida en combate contra el Lancelot Albion.

#### Burai
El Burai (無頼?  lit. Bribón) es una versión optimizada y remodelada del Glasgow manufacturada por Kyōto House. Su diseño es básicamente el mismo, variando únicamente en el diseño de la cabeza, el cual está basado probablemente en la apariencia de un oni, y en su coloración, que es de tonos oscuros. Es usado principalmente por la Orden de los Caballeros Negros, aunque también el Frente de Liberación de Japón hace uso de ellos. Lelouch usa una versión personalizada que posee una cabeza carmesí con cuernos dorados, similar a un yelmo samurái; también Kallen es brevemente vista pilotando una versión roja de este modelo. Desde su aparición, el Burai forma parte de las tropas básicas de los Caballeros Negros, hasta que es abandonado a favor del Akatsuki.
En términos de armamento, el Burai cuenta con un equipo muy superior al del Glasgow. Aunque inicialmente no posee las armas aturdidoras de los Glasgow, varios Burai son vistos con ellas a lo largo de la serie. Posee mecanismos en las manos a modo de guardas, y un ametralladora antipersonal montada en la cabina, de modo similar al del Sutherland; al igual que este modelo, existen varios tipos de Burai según su especialidad, como versiones de combate cuerpo a cuerpo o de guerra electrónica.
Kyoshiro Tohdoh y sus subordinados del Frente de Liberación de Japón usan versiones llamadas Burai Kai (無頼 改?). Este modelo cuenta con largas antenas a lo largo de su espalda, así como con las sierras de calor Katen Yaibatou más tarde usadas en el Gekka. Tohdoh mismo usa una versión con la cabeza coloreada de blanco. Capaces de igualar en poder a los Gloucester, los Burai Kai fueron, sin embargo, destruidos en su totalidad debido a la inferioridad numérica en la Batalla de Narita. Después de su adhesión a la Orden de los Caballeros Negros, Tohdoh y sus tropas usarán Gekkas para sustituirlos.
El Frente de Liberación de Japón usa también un modelo de artillería pesada tipo Gauss basado en el Burai llamado Raikou (雷光?  lit. Resplandor). Se trata de un enorme cañón electromagnético de alta velocidad capaz de disparar proyectiles que dispersan un enjambre de rodamientos que atraviesan blindajes pesados con suma facilidad. El cuerpo principal del arma se halla montado sobre cuatro Glasgows, cuyas cabezas han sido desmontadas y situadas en la parte superior del bastidor discoidal del cañón. La parte trasera de las cabinas de los dos Glasgows delanteros y la parte delantera de los traseros se conectan, formando dos cabinas de dos asientos cada una, aunque impidiendo el sistema de eyección. En adición, el brazo externo de cada Glasgow se sustituye por un cañón menor, en caso de que el arma principal falle el blanco. Solo dos unidades Raikou son usadas en la serie, siendo ambas destruidas por Suzaku Kururugi.

#### Gekka
El Gekka (月下?  lit. Luz de la Luna) es un Knightmare de producción en masa basado en el Guren Mk-II. Superiores a modelos antiguos como el Sutherland y el Gloucester, cuatro Gekkas son usados por el escuadrón de Tohdoh, aunque son más tarde sustituidos por el modelo Akatsuki debido a su destrucción.
El Gekka estándar tiene una armadura gris y plateada, en oposición al rojo del Guren (aunque Kōsetsu Urabe es visto brevemente pilotando una versión azul claro). Su diseño es muy similar al Guren, como en la configuración de la cabina de mando en forma de asiento de motocicleta y en las líneas estilizadas, pero su cabeza es diferente, mostrando un modelo más discreto. No está equipado con emisores de radiación, y el cañón integrado en el brazo izquierdo ha sido cambiado por un rifle automático. Su arma primaria es el Katen Yaibatou, un arma blanca que posee en el bisel de la hoja una sierra mecánica supercalentada capaz de tajar Knightamres con facilidad; también lleva un lanzador de misiles de pantalla de humo y chaff para cegar el contacto visual del enemigo y sus equipos electrónicos.
Kyoshiro Tohdoh usa un Gekka personalizado con dos largos apéndices similares a pelo rojo extendiéndose por detrás de la espalda. Está equipado con una versión de la Katen Yaibatou llamada Seidoutou (制動刀 lit. Espada Arbusto?), la cual posee un Slash Harken montado en la guarda y varios impulsores en la parte posterior de la hoja para añadir fuerza al tajo. En la segunda temporada Tohdoh usa una versión estándar, ya que la suya antigua es presumiblemente destruida.
Existen variantes en Code Geass: Oz The Reflection. Gekka Alonso, Knightmare originalmente de los Caballeros Negros en la Rebelión Negra y capturado con éxito por la armada de Britannia bajo la conducción de Dasko la Clermont. Como resultado, el Knightmare fue personalizado con colores rojo y amarillo, y diseñado con los Brazos del Gloucester y la cabeza de este, adaptando la compatibilidad de las armas de Britannia y corrigiendo las debilidades del Gekka original. Otro modelo modificado es el Gekka Shiden, bajo la petición de Ze Dien para su uso personal. Es diseñado con los colores violeta y amarillo y equipado con una variedad de armas cuerpo a cuerpo (generalmente cuchillas) adaptándose a su estilo de lucha.

## Otros Modelos

### Modelos personales

#### Shen Hu
El Shen Hu (神虎?  lit. "Tigre divino") es un Knightmare frame de séptima generación. Fue desarrollado por Rakshata y su equipo simultáneamente con el Guren Nishiki, sin embargo, este Knightmare posee características muy avanzadas, equiparables a los posteriores modelos de Octava Generación, haciendo que sea muy difícil de pilotar incluso para un experto. A pesar de ser un diseño de Raksahata, la cabina no es estilo motocicleta; es similar a la de los frames de Britania. Aparentemente, una vez terminado, quedó en India y Maharaja se lo entregó a la Federación China. Los Jefes Enuncos se lo entregaron a Li Xingke para que recupere a la emperatriz. Al ser traicionado y salvado por Zero, Xingke se une a la Orden de los Caballeros Negros y el Shen Hu pasa a ser su Frame personal. Su armadura es estilizada, de color azul con detalles en rojo y algo similar a una falda en color plateado. La cara es de color dorado en su totalidad. Cuenta con un Factosphere en el pecho. Posee una espada y 2 Slash Harkens, uno en cada muñeca. La terminación de los Slash Harkens es fina y corta similar a los mini Slash Harkens de los dedos del Gawain. Además, una vez disparados, se puede hacer que la muñeca del frame gire convirtiendo a los Slash Harken en un escudo para repeler el fuego enemigo, sin embargo, no es un escudo que brinde protección absoluta. Su arma más poderosa está en su pecho. Es un poderoso cañón (天愕覇王荷電粒子重砲 Tengaku Haoh Kahdenryushi Juhou?, lit. Señor Mueve Cielos Cañón de Partículas Pesadas, dob: Cañón Celestial de Partículas Pesadas) que puede igualar la fuerza de la Onda de Radiación del Guren.
El Shen Hu no sufre cambios durante la serie. Es destruido parcialmente en la traición de los Jefes Enuncos. Luego de ser reparado, vuelve a ser dañado, esta vez, frente al Galahad de Bismarck en la batalla de Tokio. Tras sobrevivir a la explosión del FLEIA, es reparado nuevamente y finaliza la batalla final con graves daños hechos por Suzaku y su Lancelot Albion. En el episodio final se lo ve completamente reparado.

### Modelos de producción en masa

#### Gun-ru
Es un modelo fabricado en masa de manera independiente por la Federación China. Solo se asemejan a los Knightmares por la forma humanoide que poseen. Cuentan una velocidad y capacidad de manejo mucho menor. Su cuerpo es más ancho y con pocas articulaciones. Debido a su inusual tamaño, requiere un tercer landspinner en la parte trasera formando un trípode que lo mantiene en movimiento. No cuenta con Slash Harkens y, como armamento, tiene 2 rifles en lugar de manos y 2 ametralladoras enganchadas al pecho. De color negro con detalles rojos, son utilizados por la facción liderada por Atsushi Sawasaki del Frente de Liberación Japonés durante la toma de Kyushu.

#### Bamides
Modelo de 4.ª generación fabricado en masa por la Federación del Medio Oriente. Es bastante poco convencional en comparación con otros Knightmares, pues no tiene extremidades como tal, excepto por unas "patas" en forma de trípode y una elevada área de "hombros". Están equipados con aerodeslizadores en lugar de Land Spinners, lo que les da ventaja en las arenas del desierto. Midiendo más de 11m de alto, son mucho más grandes que un Gloucester o un Sutherland, lo que permite que sean abordados por más de una persona, pero su falta de movilidad los vuelve vulnerables a corto alcance. Sus cañones de largo alcance pueden aniquilar tanques, pero carecen de armas a corto alcance a excepción de ametralladoras. Son vistos casi aniquilando una división de tanques de Britannia, solamente para ser destruidos en su mayoría por la guardia real de la Princesa Cornelia.

#### Chu Yen
Apareciendo por primera vez en Code Geass: Oz the Reflection, este modelo de 7.ª generación fabricado por la Federación China utiliza como base al Shen Hu. Debido a la dificultad de su modelo base para pilotos ordinarios, sus especificaciones en general tuvieron que ser reducidas, pero es considerado a la par con otros Knightmares contemporáneos, como el Vincent Gram. Su diseño es basado en Sun Wukong, el rey Mono y su principal color es dorado, con un rostro blanco y rojo y hombros rojos. Si bien carece de un cañón de Partículas en el pecho, está armado con un Electromagnetic Monkey King Pole.

## Modelos en Code Geass: Akito the Exiled

### República Unida de Europia

#### Alexander
W0X - Alexander (アレグサンダー, Aregusandā) es un Knighmare Frame prototipo con un diseño inusual, cuyo concepto sugiere ser de 6.ª generación o superior. Diseñado por Anna Clement, es completamente diferente a los Frames de Britannia y de los Caballeros Negros, son piloteados por el Escuadrón Wyvern. Su diseño es mayormente blanco.
Completamente diferentes a los Knightmares utilizados por el Sacro Imperio de Britannia y los Caballeros Negros, el Alexander es una unidad de altas especificaciones que utiliza una tecnología original desarrollada por su diseñadora, Anna Clement, quien se inspiró en saltamontes. Con un cuerpo ligero, un marco especializado de alto rendimiento con una excelente resistencia al impacto, su movilidad es mucho mayor que los Panzer-Hummel de la República de Europia y la mayoría de otros Knightmare en cuanto a fuerza abrumadora y versatilidad. Como novedad, posee un mecanismo transformable denominado "Insect-mode" (インセクト・モード, 'Modo Insecto'), por lo que para mejorar la movilidad, hacen posible acercarse rápidamente al Knightmare enemigo, incluso en términos en tasas de éxito disminuidas en gran medida. Los lados de la cabina están adaptados para ser montados parcialmente con rifles armados permitiendo así su uso incluso en el estado cuadrúpedo. La cabina de escape se encuentra en su espalda, pero no está equipada con un sistema de eyección, sin dejar más remedio que salir por la puerta cabina si se requiere la retirada del piloto.
Dado que no es posible que el elemento esté en un estado de demasiada movilidad por el método de dirección convencional, se requiere que el piloto disponga la incurción de un chip especial denominado "neurodispositivo" en su cuerpo. Los neuro dispositivos son posibles tanto en el aparato de entrada como al cuerpo de la máquina mediante la cuantificación del pensamiento del piloto, por lo tanto es intuitivamente operado como las extremidades de la aeronave. A esto se lo conoce como "Brain Raid System" (ブレインレイドシステム, Burein Reido Shisutemu. Lit. Sistema de Incursión Cerebral).
Aún en Modo Insecto, el Alexander presenta dos proyecciones como antenas en su cabeza que le otorgan un perfil bajo y al parecer, los picos de sus pies sirven como piernas y les permiten saltar como un saltamontes y permitiendo también la conversión en su forma humana denominada Fighter Mode (ファイター・モード, Faitā Mōdo). A pesar de que el Knightmare disponga de Landspinners y de que el modo insecto le permite escalar muros y techos, la velocidad de las piernas es sustentable aún en el modo lucha, pudiendo aproximarse en velocidad a un Knightmare que esté ejecutando estos mecanismos.
el Alexander está armado con 2 WAW-04 30mm Linear Assault Rifles “Judgment”, 2 Uruna Edge Knives (que se almacenan en el eje de las muñecas del Alexander) que son capaces de perforar a través de la armadura de los Knightmares y 2 tonfas en forma de estaca almacenados en los brazos y cuyo uso es orientable. Opcionalmente, los Alexander disponen de unas alas plegables montadas en la parte trasera de la cabina en las que pueden desactivarlas o descartarlas si no son necesarias.
A diferencia del Guren y el Lancelot, estos equipos se consideran una "línea muerta" debido a que su desarrollo no fue utilizado en masa de manera oficial para posteriores generaciones. Esto se debe a que los equipos creados por Anna pertenecen a una compañía privada, incluso para el ejército europeo, lo que conlleva también a otra razón para su derrota. No obstante, algunos equipos destruidos fueron reparados por terceros para aprovechar la experimentación con estos Knightmares. 

##### Tipo 01
Es la primera unidad de la línea de colores blanco y parcialmente rojo. La mayoría de las primeras unidades son destruidas en ataques suicidas contra los Caballeros de San Rafael en los bosques de Narva, gracias a la implementación de bombas autodestructivas, siendo la unidad de Akito Hyuga la única superviviente. Como resultado, este modelo fue de gran uso experimental gracias a los datos de combate de Akito bajo los efectos del Geass. Sin saber sobre la situación del piloto, se añade al igual que las unidades siguientes el "Brain Raid System", que captan con más precisión las dimensiones de batalla, y mediante el intercambio de la información perceptual, entre un piloto y otro por medio de los neurodispositivos de los Alexander. Esto hace que el estado de Akito bajo los efectos del Geass influyan en Ryo, Yukiya y Ayano como si recibieran el efecto directo del mismo Geass (en este caso de Shin) debido a que mentalmente poseen un porcentaje por encima del 80% de similitud. Si el piloto se precipita en este estado, la máscara de la cabeza del Knightmare quedará descubierta.
Es a este equipo que se lo conoce como el "Fantasma de Aníbal" en toda la región de Euro Britannia generando un miedo en este, gracias a que Akito fue capaz de matar a sangre fría a toda una horda siendo una sola unidad. Después de su éxito en Narva, es desactivado en combate por el Vercingetorix en Slonim, y posteriormente dañado también por el Ahura Mazda de manera parcial y actualizado a Alexander Liberté, para la protección del castillo Weiswolf.

##### Tipo 02
Es una variación del Alexander, desarrollados sobre el modelo 01, producida en masa y utilizada en la Unidad de Fuerzas Especiales "W-0". Estos Knightmares presentan ahora un color azul y blanco, y la cabeza de los mismos fue personalizada para cada piloto. El equipamiento básico es un rifle lineal heredado del Tipo 01, mientras que también se añade otra arma dedicada respectivamente. Todos estos modelos cuentan con el sistema BRS integrado, pero a diferencia de Akito, las iluminaciones frontales de sus cabezas cambian de turquesa a rojo.
- Modelo de Ryo: Su cara posee 3 franjas horizontales. Está equipada con una caja de misiles teledirigibles y un hacha de combate variable.
- Modelo de Ayano: Su cara presenta 2 ojos de carácter más fino. Dispone de una espada larga de combate variable Anti-Knightmare llamada "Bee Shop Longray". Es el que más se parece físicamente al modelo de Akito.
- Modelo de Yukiya: Su cara es una cruz. tiene una extensión para su rifle de asalto que lo transforma en un potente francotirador de ultra largo alcance. Además, dispone de 2 Slash Harken como arma extra.
- Modelo de Leila: Su cara dispone de una línea horizontal, aunque la cruz en su cabeza está contorneada de azul. Presenta una extensión que sirve como antena para controlar a los Alexander AI.

#### Alexander AI
La variante AI-Alexander (アレクサンダ・ドローン Aregusandā Dorōn) son equipos controlados por un programa de inteligencia artificial manejados por un operador. En escenarios de combate modernos este Knightmare tiene una eficiencia más baja en combate que un Knightmare regular, pero compensa su menor eficiencia por cifras. Fueron creados en un intento de reducir las bajas de la W-0. Hasta el momento, Leila Malcal ha sido la única comandante de campo de emplear estos Knightmares, siendo la mayoría de estos destruidos por los Caballeros de San Miguel y rescatados para la elaboración de los Knightmares Florence, Alexa Narisna y los Sutherland Drones.
Su diseño carece de una cabeza humanoide. Son de colores naranja y negro y su cabina fue personalizada para integrar un motor. Solo disponen de rifles lineales de asalto.

#### Panzer-Hummel
Panzer-Hummel (パンツァーフンメル, Pantsuāfunmeru) es un modelo de 4.ª generación producido en masa por la Unión Europea. Su nombre significa "abejorro armado" en alemán. Poseen 2 auto cannons en lugar de manos, 2 machine cannons en la cadera, 6 lanzadores de misiles divididos en 2 celdas y 2 Slash Harkens en las caderas. Mientras que la mayoría de los Knightmare Frames de Britannia son balanceados entre combate de corto y largo alcance, el Panzer-Hummel se especializa en combate de largo alcance. Aun así sus capacidades defensivas son excepcionales. Son vistos por primera vez manteniendo a raya a las fuerzas armadas de Britannia (que en su mayoría consistía en Gloucester y Sutherland) hasta que Suzaku y el Lancelot llegaron al campo de batalla, aniquilándolos. También son vistos en Code Geass: Akito the Exiled, donde son considerados la insignia del ejército de la U.E. Este Knightmare presentará un esquema de colores de acuerdo al territorio donde provenga.

#### Gardmare
El Gardmare (ガルドメア, Garudomea) es un modelo producido en masa por la Unión Europea y al igual que el Panzer-Hummel, vastamente diferente a un Knightmare Frame de Britannia. De color negro y con aspecto de un tanque con extremidades, su estatura es la mitad de un Glasgow y su principal armamento son dos pinzas y cañones en los brazos. A pesar de su tamaño y pesada armadura, son increíblemente veloces e incluso pueden hacer maniobras. No cuentan con un sistema de eyección, simplemente abre su escotilla para que el piloto pueda salir, lo que lo deja vulnerable. Uno de ellos es pilotado por Akito Hyuga y termina sacrificándolo para llegar al Glasgow piloteado por Ryo Sayama.

#### Alexander Valiant
Los Alexander Valiant (アレクサンダ・ヴァリアント, Aregusandā Varianto) son actualizaciones físicas de los Alexander Tipo 02, caracterizándose más que nada en la coloración de los equipos en azul. Aunque los componentes siguen siendo los mismos, su programación fue mejorada gracias a los datos de combate de los modelos Tipo 02 obteniendo un 30% más de velocidad y transformación. Sus armas fueron rediseñadas en los laboratios de Barcelona y creadas con el "Element Printer", una Impresora 3D de alta precisión y potencia. Al igual que los armamentos, las franjas están retroiluminadas con un color contrastante y característico distintivo para cada piloto y al igual que los Alexander Tipo 02 disponen también el sistema "Brain Raid System" y por primera vez, disponen de cabinas de eyección con un sistema de flotación. La potencia de estos equipos están igualadas al Vincent Ward.
- Modelo de Ryo: Sus franjas son de color naranja. Posee como novedad, una ametralladora lineal seguido de un pod de 4 tubos para misiles y su hacha es renovada con una transformación variable en doble hoja.
- Modelo de Ayano: Sus franjas son de color violeta. Además de que su software se actualizara, mantiene el rifle de asalto lineal "Judgment", pero ahora posee un Slash Harken (heredado del modelo anterior de Yukiya) en su brazo derecho y una espada de combate Anti-Knightmare denominada "Augus Longray".
- Modelo de Yukiya: Sus franjas son de color verde. Esta vez posee solo una unidad Slash Harken, aunque de diseño distinto y está equipado con un rifle lineal transformable de larga distancia en el que puede intercambiarla en modo de cañón logrando grandes impactos.

#### Alexander Liberté
El Alexander Liberté (アレクサンダ・リベルテ, Aregusandā Riberute) es una actualización modelada del Alexander Tipo 01 de Akito Hyuga, diseñado en preparación para la batalla decisiva contra los Caballeros de San Miguel. Está cubierto de una armadura aplicable compuesta principalmente de "Schrötter Steel" en modo de ingeniería reversa gracias a los datos de Ashley Ashura que obtuvo de su Knightmare anterior, el Ahuramazda, aunque en esta ocasión y de forma similar a una MVS toma un color indigo para mayor soporte, dando más que nada una apariencia similar a un guerrero celta en respuesta a los Gloucester Swordman.
Su arma principal es una katana hecha del mismo material gracias al "Element Printer" del castillo Weiswolf, mismo que utilizan para la creación de las armas de los Valiant. Dicha espada tiene una línea luminosa en el medio que también se ve en otras partes de la armadura. En su brazo izquierdo, posee un armamento protector que dispone de unas hojas que sirven como corte y son capaces de generar un escudo de Blaze Luminous. Posee también un rifle lineal Judgment, un Slash Harken en la muñeca y 2 extremidades a la par del Cockpit, supuestamente alas que activan un efecto luminoso en color azul cuando acelera.
Su nombre corresponde a la "respuesta" sobre la revolución, tema que se profundizó en algunos episodios. A pesar de que sigue siendo destacado como un Knightmare de 7.ª generación, esta vez puede ser capaz de entablar una batalla frente a frente contra el Vercingetorix de Shin Hyuga Shaing.

#### Alexander Red Ogre
El Alexander Red Ogre (W0X Type-03/AC/アレクサンダー・レッドオーガ Arekusandā Reddoōga) es un Knightmare personalizado construido originalmente para Akito Hyuga y diseñado para Ashley Ashura tras haberse unido a la W-0 y en preparación contra los caballeros de San Miguel. Es un Knightmare que sigue la línea personalizada de Ashley, cubierto completamente de rojo con algunos detalles en amarillo, del cual Anna pasó toda la noche pintándolo. Su diseño difiere netamente de un Alexander tradicional: está condicionado con una armadura más ornamentada y 2 pares extra de brazos. Adicionalmente su cara presenta una formación más orientada a un espectro y presenta un tercer ojo un poco más grande de lo inusual.
Sus armamentos incluyen un par de sables almacenados en su cockpit que sirven como también como disparadores, en compañía de un arma lineal Judgment MKII, Slash Harkens en sus muñecas, misiles dirigibles y 2 cuchillas extra, además de múltiples municiones para recargar. Fue construido en base al modelo y los datos obtenidos por los Alexander Valiant, incluyendo un último sistema operativo. El nombre de este Knightmare se debe a que fue Ashley quien lo bautizó.

### Euro Britannia

#### Vercingetorix
V-01S Vercingétorix (ヴェルキンゲトリクス, Verukingetorikksu) es un Knightmare Frame pilotado por Shin Hyuga Shaing. Originalmente nombrado "RZM-2M1 Sagramore" fue construido para Michele Manfredi (en aquel entonces Knight Of Two) pero su nombre fue cambiado cuando Manfredi se convirtió en el Gran Maestro de los Caballeros de San Miguel. Después de forzarlo al suicidio con su Geass, Shin le sucede tanto como Gran Maestro y como piloto del Vercingétorix.
Este gigantesco Knightmare transformable fue desarrollado a partir del prototipo experimental de sexta generación "Equus" (visto en el videojuego de Code Geass) y construido por orden de Manfredi. A medida que este Knightmare Frame de uso personal que estaba dedicado a un miembro de los Knight Of Rounds y apodado como Sagramore durante su desarrollo temprano, Shin rebautizó el Sagramore en Vercingétorix para burlarse de la tradición de Euro Britannia de honrar al Imperio Romano.
La armadura del Vercingétorix es principalmente de oro con detalles en rojo y blanco, aunque su pecho sobre todo ofrece un símbolo de oro sobre un fondo blanco, que a su vez se enmarca en rojo. Tiene una serie de características físicas inusuales tales como el diseño de su cabeza con cuatro ojos y está equipada con un segundo juego de piernas bajo su cabina; este juego extra le permite cambiar con las piernas primarias, que luego se desplazan hasta el final con la cabina y se deslizan hasta el nivel de la cadera. Al hacer esto, el Vercingetorix logra su forma centauro, ganando una tremenda velocidad y maniobrabilidad que supera los 140 km/h traspasando incluso al Alexander de alta especificación utilizada por la UE.
El Vercingétorix presenta Slash Harkens integradas en sus muñecas, y un Factsphere en su cresta, teniendo además en su lugar armas diseñadas para este modelo. En primera, empuña una inusual arma gigantesca en su mano derecha: La "SDA Axe", una especie de hacha formada por múltiples engranajes unidos por electromagnetismo que se expanden hasta formar un solo circuito y giran a gran velocidad, gracias a un botón ubicado en el puño de la misma. Después posee otra espada que utiliza la tecnología Sword Blazer, volviéndola luminosa y con detalles circulares en amarillo. También posee una espada tradicional personalizada con los signos de su armamento en los materiales promocionales, aunque nunca fue usada en combate. Otro accesorio pero radical, es un rifle de asalto personalizado como una pistola antigua la cual es girada en su guarda monte cada vez que esta dispara. Su Factsphere está montada en su cabeza.
Este Knightmare dispone también de una unidad de vuelo que utiliza un motor de propulsión super electromagnético, un sistema diferente a los equipos de flote tradicionales debido a que la unidad ha tenido un problema que interfiere con el campo de fuerza del sistema de flotación. En una de sus alas, lleva al Gracchus para contrarrestar el tanque propelente como balanceante. Los datos de combate del Vercingétorix se utilizaron junto con el Knightmare Amanecer para el desarrollo del Guren S.E.I.T.E.N Eight Elements.

#### Gracchus
El Gracchus (グラックス, Gurakkusu. Lit. "Graco") es un modelo personal de 5.ª generación construido originalmente para Shing Hyuga Shaing, y piloteado en forma exclusiva por Jean Lowe para escoltar al mismo en caso de que tuviera que asistir hacia las batallas. Es un Knightmare plateado que presenta algunas características similares al Gloucester y al Sutherland con un avanzado sistema de movilidad. Originalmente es un diseño improvisado que estaba nominado a ser una serie de producción en masa en Britannia. Su diseño es concorvado presentando 2 franjas horizontales de color fucsia, mientras que la puerta de eyección es de color amaranto. Una de sus primeras impresiones son sus Landspinners incrustados en sus talones, de modo que solo puede avanzar dependiéndo de ellos mostrando una gran velocidad. Otro factor importante son sus brazos que son capaces de extenderse hasta el triple de largo, y presenta protectores plateados en sus piernas con algunos gráficos del mismo color que su cabina dando como resultado una similitud con un caballero celta.
En cuanto a especificaciones posee 2 Slash Harkens incrustados en su pecho, 1 rifle de asalto como arma opcional, y dos estoques siendo uno de ellos condecorado con una capa. El Knightmare también cuenta con un rifle especial de largo alcance con programación propia, cuyos impactos parecen estar elaborados de Sakuradita.

#### Liverpool
El Liverpool (リバプール, Ribapūru) es un Knightmare de producción en masa de Britannia. Es una máquina bípeda de tipo tanque de colores verdes que presenta el símbolo de la Armada de Britannia en lado izquierdo. Debajo de ello, posee una metralleta giratoria de 3 cañones, y como elemento principal, posee un potencial cañón que garantiza un excelente impacto. Debido a su desarrollo de armamentos pesados, tiene una movilidad reducida en contraste con el Knightmare del Frente Europeo, el Alexander AI.

#### Ahura Mazda
El Ahura Mazda (アフラマズダ, Afuramazuda. Lit. escrito "Ahuramazda") es un Knightmare frame de 7.ª generación diseñado exclusivamente para Ashley Ashura en sustitución a su Gloucester personal. Es un inmenso Knightmare de un tamaño más o menos el doble de un Knightmare tradicional, y su armadura de colores carmesí profundo y amarillo similares a su Gloucester original. Su armadura está compuesto de "Schrötter Steel", material que lo vuelve más fuerte que otros equipos e inmune a los proyectiles capaz de estancar la energía de Blaze Luminous para mayor dureza, tecnología que fue posteriormente adaptada para el Lancelot Grail.
La característca propia de este modelo son el armamento Gatling triple de 4 tubos sobre sus brazos (siendo un total de 12 cañones en cada extremo) cuya munición está almacenada en 5 mochilas de carga donde traslada las balas a través de cables. La rueda roja que aparece detrás de Ashley en la cabina es un sistema automático de puntería que puede disparar, por cuenta propia, reaccionándo a las ondas cerebrales de Ashley. Debido a esto, puede disparar en seis direcciones diferentes. Este sistema también permite controlar a los Sutherland Drones como operador aunque Ashley no tenía la capacidad para controlarlos. Cuenta también con 2 pistolas de refuerzo cuando acaba su munición principal y 2 armas de combate "SDA Lance", arma de contextura híbrida entre una lanza y una espada que pueden rotar a gran velocidad. Posee también 2 Slash Harkens de gran tamaño y Landspinners.

## Modelos en Code Geass: Oz the Reflection

### Florence
RZX-12TM1 Florence (フィレンツェ Firentsu~E) es un modelo de octava generación para uso personal del Knight of Twelve Mónica Kruszewski. Desarrollado a partir de un Al-Alexander y modificado por la Agencia Toromo de Camboya, este Knightmare tiene muchos cambios en comparación con un Alexander. Originalmente controlado por un programa de inteligencia artificial, el Florence fue adaptado para acomodar a un piloto.
De color blanco como un Alexander, el diseño de la cabeza es en parte verde con un cuerno dorado y apéndices en los hombros de color negro cuyo diseño es similar al uniforme de los Knights of the Round(que deben ser removidas para equipar un Float System). Al igual que el Alexander, el Florence puede cambiar a un modo insecto, pero a diferencia de su predecesor cuenta con un par extra de patas que se pueden utilizar como brazos. Está armado con 2 MVS Claws en los brazos, dos Hadron Cannons en la espalda y 2 Uruna Edge knives almacenados en los brazos. Sus Slash Harkens se encuentran en la cadera.
Durante su testeo, Mónica se vio obligada a utilizar su Knightmare para defenderse contra un ataque realizado por los terroristas de Peace Mark, Orpheus Zevon y Ze Dien, quedando finalmente abrumada y derrotada en batalla, dejando inconsciente y dañado al equipo. Este equipo lo utiliza hasta el momento de su rebelión contra el Emperador Lelouch, quedando finalmente destruido por el Lancelot Albion (curiosamente, la cabina de este equipo vista en el anime es bastante similar al del Vincent Commander, a pesar de que las cabinas originales del Alexander presentan un diseño más redondeado).

### Amanecer
Type-05G/ESP Amanecer (アマネセール, Amanesēru) es un Knightmare Frame basado parcialmente en el Akatsuki. Fue desarrollado por la India para el grupo de resistencia del Área 24, la Estrella de Madrid. También es conocida como "Red Manteau"o "La Capa Roja" por el ejército de Britannia.
Aunque se basa en el modelo de Akatsuki, su rendimiento ha sido mejorado y es más cercano al de los modelos comandante, o el Zangetsu que su modelo de producción masiva y puede luchar a un nivel parejo con el Vincent Gram.
Puede usar una versión experimental de espadas MVS, pero a diferencia de la contraparte de Britannia, deben estar montadas en el sistema de generación de energía llamada "Brazo Caliente" equipados en los brazos de su armadura 'tipo polilla' para activarse, y a diferencia del artículo clásico de Britannia, la corriente eléctrica pasa de la empuñadura de la pala para lograr un efecto similar al MVS. Las "Espadas" están alojadas en el equipo especial "Pluma Libélula" que emiten un resplandor blanco azulado al activarse, y que también pueden generar un escudo de energía similar al Blaze Luminous del Lancelot o el Radiant Wave Shielding del Guren, que es lo suficientemente fuerte como para bloquear explosiones de Hadrones. Tiene una ampliación de Slash Harkens, llamados "Slash Harken Grande" montados en los hombros. Este Knightmare fue importante para el desarrollo del Guren S.E.I.T.E.N Eight Elements puesto a que sus alas son las predecesoras para las famosas Energy Wings.

### Glinda Knights

#### Lancelot Grail
Z-01/T Lancelot Grail (ランスロット・グレイル, Ransurotto Gureiru. Lit. "Lancelot Grial") es un prototipo de séptima generación creado a partir del diseño y los datos del Lancelot obtenidos en el Área 11 y construido como prototipo inicial para su producción en serie, el Vincent. Si bien sus especificaciones son inferiores al original, su rendimiento es muy complicado para ser utilizado con eficacia por un piloto común. La única unidad existente está en la posesión del escuadrón antiterrorista militar de Britannia, los Caballeros Glinda, y pilotado por Oldrin Zevon.
A pesar de que carece de los armamentos originales del Lancelot original (Blaze Luminous, VARIS y espadas MVS) el Lancelot Grial posee una nueva arma experimental en su lugar: Las Espadas de "Schrötter Steel", que están hechas de una aleación única conocida como "Aleación de Acero Schrötter". Este armamento no solo dispone de una super dureza, sino también tiene la propiedad de ser capaz de "revestir" la energía acumulada del Blaze Luminous en su afilada hoja cuando la unidad está conectada a las muñecas del Lancelot Grial, convirtiéndolo así en un arma conocida como "Sword Blazer" (sin embargo, la aleación es todavía experimental y como tal, la espada se rompe en pos de un solo uso gracias a su energía acumulada). El Lancelot Grial posee doce espadas Schrötter Steel montadas en dos bastidores de una capa tipo apéndice, con seis espadas en cada lado como adjuntos en su espalda. Estos bastidores también tienen un arma conocida como "Harken Swords", donde se propulsan las espadas montadas en la parte trasera como un Slash Harken tradicional, que más tarde sirviría de ataque para el desarrollo de las alas del Lancelot Albion. Hay tres Harken Swords en cada estante y cada una puede tener un máximo de dos espadas atribuidas (presumiblemente, las Harken Swords no pueden dispararse si no hay espadas unidas a la unidad del Harken). Además de las Espadas de Schrötter Steel, el Lancelot Grial también posee dos de Slash Harkens en sus caderas y dos sensores Factsphere almacenados en un compartimiento en el pecho.
El Grial también tiene la capacidad de acoplar el Bradford a su espalda en el modo "Direct Link" (mientras que el Bradford debe estar en "Fortress Mode" ), formando así un Knightmare combinado conocido como Z-01/T+ RZX-3F7 Grail Air Cavalry. También se puede enlazar con el Zetland utilizándolo como cañón renombrándose como Grail Chariot. En la forma del Grail Air, el Lancelot actúa como unidad principal mientras que el Bradford sirve como agente de soporte que conecta directamente las unidades Yggdrasil de ambos Knightmares y dando al Lancelot Grial, la capacidad de volar. El vínculo entre los dos se realiza por conducción automática. Desafortunadamente, el Lancelot Grial debe desequipar su capa blindada con sus espadas en esta forma, pero a cambio de esto, el Lancelot Grial puede utilizar las armas del Bradford, incluyendo: 2 Armas exclusivas de uso dual (una Espada de Tungsteno de Acero y un Cañón Lineal); 2 Megiddo Harkens y su Hadron Spear.
Posteriormente de ser reparado tras su última batalla en las Grutas de Longmen, pierde algunas espadas Schrötter las cuales son sustituidas por 4 espadas MVS y eliminando su capa, contando además de un equipo de vuelo y la capacidad de fusionarse con el Sheffield, llamándose Lancelot Great Valkyrie. Para el "Plan Esmeralda", se lo rediseñó como Lancelot High Grail (Z-01/T-EP0 ランスロット・ハイグレイル Ransurotto Hai Gureiru) construido bajo la retroalimentación, marco y OS del Vincent Gram convirtiéndolo en el primer modelo híbrido entre el Lancelot y Vincent. Dispone de un nuevo cabezal con información mutua vincular VTDS (Vates Tactical Date System) y que además posee un sistema de flote. Sus espadas regresan como Schrötter Steel Trans Sword, con una gran mejora con respecto a las originales aún pudiendo utilizarse como Harken Swords mientras están montadas y alimentadas de energía Blaze Luminous (idea dotada de su piloto, Oldrin Zevon). Finalmente, conectando una espada a la otra y utilizando el mecanismo de Espada Harken se pueden usar como una espada de fuelle.

#### Bradford
El RZX-3F7 Bradford (ブラッドフォード, Buraddofōdo) es un Knightmare Frame transformable experimental desarrollado como prototipo para el Knightmare Frame personal y dedicado del Knight of Tree, Gino Weinberg. Fue diseñado por el conglomerado "Steiner Konzern" que está dirigido por la familia Steiner, una noble familia de ingeniería que sirve a la familia Weinberg. En aras de la obtención de los datos operativos por su sucesor, el Knightmare Tristán, el Bradford se asigna a los Caballeros Glinda poco después de su regreso de Bugía. Su piloto de prueba inicial fue Marika Soresi, antes de que fuera entregado a Leonhardt Steiner, el heredero de la familia homónima.
Desarrollado con el propósito de obtener la superioridad aérea entre Knightmares, el Bradford es el primer modelo en utilizar la función transformable "Fortress Mode" ("Modo Fortaleza"), con la capacidad de convertirse en un avión de combate. Sin embargo, debido a que el sistema de flotación aún no había sido generalizada y producida en masa, en su lugar, es equipado con un motor de propulsión de plasma eléctrico alimentado para vuelo. Como la mayoría de los equipos de los Caballeros Glinda, este modelo tiene un esquema de color rojo y oro, y su diseño en general es muy similar a la del Tristán. Al igual que este mismo, está equipado con dos gigantes "Megiddo Harkens" en sus brazos, que se puede poner en marcha, tanto en el modo de Knightmare y en su modo Fortaleza. También cuenta con dos armas especializadas conocidas como "Dual Arms" unido a las patas, que se pueden utilizar como cuchillas de acero de tungsteno combinables de mano y en el modo Knightmare y cañones lineales en Modo Fortaleza. Además, está equipado con un arma en base al cañón de Hadrón conocido como el "Hadron Spear", que se activa por el disparo del Bradford y la combinación de sus Megiddo Harkens, que reúne una esfera de energía en el espacio entre los harkens, y luego dispara con un haz de hadrones recto que se extiende mucho más.
El Bradford también tiene la capacidad de acoplarse con la parte posterior del Lancelot Grial y el Vincent Gram en el modo "Direct Link", formando así un Knightmare combinado conocido como Grail Air Cavalry y Gram Air Cavalry, conectando directamente las unidades Yggdrasil de ambos equipos y dándoles la capacidad de volar. El vínculo entre los dos Knightmares se realiza por conducción automática donde además, pueden utilizar las armas del Bradford.
Tiempo después y de manera similar al Tristan Divider, el Bradford es actualizado como Bradford Brave (RZX-3F7-EP1 ブラッドフォード・ブレイブ, Buraddofōdo Bureibu) cuya característica particular es el cambio fisonómico de su cabeza con información mutua vincular VTDS (Vates Tactical Date System). El armamento ahora consta de un nuevo equipo: Meggido Dual Harkens que ahora sirven para proteger al equipo a grandes y cortas distancias: un cañón lineal y espadas de acero Schrötter respectivamente (al parecer, todavía conserva sus Meggido Harkens originales ya que el nuevo armamento puede estar separado en las manos manipuladoras) y esta vez, utiliza el sistema tradicional de flote. Cuando se lo combina con el Lancelot Grail, proyecta cantidas de Blaze Luminous en la parte de la nariz generándolo como Luminous Ram, un gran ariete de energía para los ataques de carga. Debido a su desempeño en la 2.ª batalla decisiva de Tokio, se consideró adaptarlo para una producción en masa. Sin embargo, este equipo debe utilizar con cautela su Hadron Spear si no quiere consumir demasiada energía.

#### Zetland
RZX-6DD Zetland (ゼットランド, Zettorando) es un Knightmare Frame experimental que se asigna a los Caballeros Glinda después de la batalla con el grupo terrorista de Britannia, Alas de Talleyrand, en la capital Pendragon. Sus datos operativos fueron finalmente utilizados para el desarrollo delMordred, el Knightmare personal del Knight of Six, Anya Alstreim. Su piloto es Tink Lockhart.
El Zetland fue desarrollado con el objetivo de defensa posicional, equipado con una fuerte armadura y un poder masivo abrumador. Su principal arma es el "Mega Hadron Launcher"(Mega Lanzador de Hadrones), que fue el prototipo para el arma principal del Mordred: " Stark Hadron Cannon ".
El Lanzador se almacena normalmente en dos componentes separados sobre los hombros del Zetland, que se desarrollaron y se combinan entre sí con el fin de disparar. También posee un arma secundaria conocida como "All-Range Bombers" (Bombas de amplio alcance). Además, debido a la utilidad del sistema Blaze Luminous probada en batalla por el Lancelot, el Zetland está equipado con un amplio surtido de generadores Blaze Luminous sobre sus hombros. Más adelante, contaría con un equipo de flote integrado.
El Zetland también tiene la posibilidad de enlazar con el Vincent Gram y el Lancelot Grial por el acoplamiento accionario de Yggdrasil para que puedan utilizar al Zetland como cañón. Al montarse en él, reciben el nombrel de Lancelot Grail Chariot y Vincent Gram Chariot.
El Zetland es posteriormente actualizado como Zetland Heart (RZX-6DD-EP3 ゼットランド・ハート, Zettorando Hāto) cuya cabeza ha sido rediseñada con sensores improvisados en ella e información mutua vincular VTDS (Vates Tactical Date System) al igual que el resto de los Glinda Knights. Su lanzador de hadrones ha sido reconstruido como "Mega Hadron Cannon" contando también un dispositivo en su otro brazo denominado Multi Energy Device (que además permite la ampliación de Blaze Luminous) formando así el Giga Hadron Launcher añadiendo también un protector para el rostro en caso de utilizar su cañón, y anclas para sus pies. Cuando se conecta con el Lancelot High Grail, los núcleos de Sakuradita combinados generan el Giga Hadron Launcher Full Blaster, que fulmina todo equipo por completo. Es utilizado por Tink para defender al Grandberry durante el 2.º asalto de Tokio.

#### Vincent Gram
El RZX-7Z-01C Vincent Gram (ヴィンセント・グラム, Vuinsento Guramu) es una variante personalizada del Vincent utilizado por Orpheus Zevon, bajo la identidad de Lyre, el nuevo Jefe principal de los Caballeros Glinda. De manera similar a su piloto, posee una máscara que revela parcialmente su ojo izquierdo. Debido a esto, es conocido en el ámbito internacional como "La Máscara Blanca"
Desarrollado a partir del prototipo inicial del Vincent en cuanto a las especificaciones de Lyre, sus deseos influenciaron en su desarrollo. Todo el armamento está construido directamente en la unidad, de modo que ambas manos puedan usarse en todo momento. El hombro derecho contiene un Hadron Blaster, mientras que el hombro izquierdo contiene una nueva arma llamada Wolves Tooth. Esto junto con sus Slash Harkens y Landspinners pueden estar ocultos en sus rodillas. El mecanismo de Blaze Luminous en su brazo izquierdo también puede generar el Cone Luminous, que actúa en forma de taladro. El Gram, también posee 2 cuchillas MVS montadas en sus antebrazos, y Espadas de acero Schrötter que actúan como tijeras (desplegadas desde el generador de Blaze Luminous en su brazo izquierdo). Pese a que el equipo no dispone inicialmente de un sistema de flote, ha sido capaz de derrotar al Mordred y Tristan de los Knights of Rounds y también a la producción en masa del Vincent perteneciente a los Glinda.
Al igual que el Lancelot Grial, el Vincent Gram puede acoplar el Bradford a su espalda en el modo "Direct Link", y se convierte en Gram Air Cavalry, que puede superar una velocidad de 1334 km/h. De manera similar con el Zetland, pasa a llamarse Gram Chariot, donde eleva drásticamente la potencia del cañón del Zetland.
El Gram fue recuperado de las Grutas de Longmen y pintado en negro para luego ser entregado al General Schwarzer, cambiando su nombre a Vincent Gram Noir (ヴィンセント・グラム・ノワール, Vuinsento Guramu Nowāru). La única diferencia es que ahora tiene una cabeza normal del Vicent. Ya sea en el manga o la novela se muestra usando una lanza similar a la del Gloucester y un escudo personalizado.

#### Sheffield Eye
RZX-9ED-EP2 Sheffield Eye (シェフィールド・アイ Shefīrudo ai también conocido como Sheffield) es un Knightmare Frame originalmente construido para Nonette Eneagram, Knight of Nine. Es un modelo que se especializa en la guerra electrónica y comunicación de comandos; agarrando la situación, interferencia de comunicaciones, etc. Fue entonces renovado para Sokkia como parte del Plan Esmeralda. La cabeza está equipada con el sistema cuasi Druida: Vates System (Sistema de Vates) que es el corazón de la VTDS (Vates Tactical Date System), equipado con una unidad de flotación. Los ACO Harkens son exclusivos de esta unidad, que son un tipo de harkens semiautónomos que utilizan el Sistema de Vates para la predicción del comportamiento de alta precisión (equipado con la armadura de la cintura de largo). Tiene una forma terrestre de alta velocidad en forma de espantapájaros. Sus 12 ACO Harkens están equipados en la armadura de la falda (las piernas se juntan y hacen un gran landspinner centrado). Puede fusionarse con el Lancelot Grail conenctándose en sus espaldas como soporte trasero dándole el nombre de Lancelot Great Valkyrie.

### Peace Mark

#### Byakuen
Byakuen (白 炎, lit. "Llama Blanca",) es un Knightmare personalizable basado en el predecesor del Guren Mk-II, el Guren Mk-I, que se desarrolló primero en la zona militarizada de la India. Al igual que el Guren, el Byakuen es superior a Knightmares de Britannia de 5.ª generación, y su tecnología está a la par con la mayoría de Knightmares de 7.ª generación. El Byakuen posee el mismo diseño de cabina y el asiento del piloto está en forma de motocicleta como el Guren, y tiene una especie de cuerno de escarabajo brotando de la parte superior de su cabeza. La única unidad existente está en posesión de la organización terrorista "Peace Mark" y es pilotado por Orpheo Zevon.
La característica principal del Byakuen es su "7-Type Integrated Armament Right Arm" (七 式 統 合 兵 装 右腕 部, lit. "Brazo Derecho con 7-Tipos de Armamento Integrados"), o "7-Type" para abreviar. El 7-Type consiste en una serie de las armas de corto y de largo alcance almacenados en un aparato de oro que está unido al brazo derecho del Byakuen, lo que le permite adaptarse a cualquier situación de batalla al momento. El 7-Type se compone de siete armas: una mano regular de manipulación en el extremo de su brazo; dos cuchillas rojas irregulares que pueden ser utilizados como una sola hoja afilada con un borde dentado, una cuchilla combinada con las dos piezas unidas entre sí o como un arma de tijeras gigantes (dichas armas están construidas de una aleación cristalina); un taladro que puede perforar fácilmente a través de pesados Knightmares blindados; un cañón rendidor de acelerador electromagnético que puede cambiar su cartucho y disparar rondas perforantes o granadas; y también otra arma que todavía no se reveló.
Aparte de su 7-Type, la otra arma del Byakuen es un Slash Harken almacenado en el lado izquierdo de su pecho. Sin embargo, tiene además un dispositivo EMP conocido como "Gefjun Breaker" montado en el cuerno de su frente, que se basa en la tecnología del Gefjun Disturber inventado por Rakshata Chawla. A cambio del consumo masivo de energía del Energy Filler del Byakuen, el Gefjun Breaker puede detener el movimiento de todos los dispositivos con Sakuradita dentro de una circunferencia de 100 metros que rodean al Knightmare. Sin embargo, el propio Byakuen también pierde energía debido a su posicionamiento en el campo Gefjun, por lo que es considerada un arma de doble filo.
Después de ser dañado en la batalla contra el Guren Mk-I, el Byakuen fue reparado y equipado con el prototipo del Air Glide Wing System desarrollado por Rakshata Chawla para beneficio de los datos de prueba, con una nueva designación como Type-01/CF1 Byakuen Flight-Enabled Version (白炎可翔, Byakuen Kashō, lit. "Llama Blanca Aérea"). Sin embargo, debido a que este sistema de flote es un prototipo, no está equipado con los pequeños misiles que saldrían más adelante en su producción en serie. Por lo demás, El Byakuen sigue teniendo las mismas especificaciones en esta forma.
Cuando el Byakuen es parcialmente dañado en las Grutas de Longmen, reaparece como Rekka Byakuen [烈火白炎 (レッカビャクエン) Lit. Llama Blanca Ardiente] que además del marco básico y el sistema operativo, fue renovado con un aparato de ondas de radiación equipado en la cabeza. Adicionalmente, cuenta con un armamento opcional que se conecta con la caja de los 7 armamentos. Esta caja posee Sakuradita propia, que combinado con su cañón electromagnético, sirven como un potente rifle capaz de perforar escudos Blaze Luminous.
Adelantándose al Plan Esmeralda, el Knightmare es mejorado como Gokka Byakuen improvisándose del Rekka, prácticamente su cabeza y sus brazos. Puede ser equipado con Glide Wings (la especificación de peso es para la versión sin vuelo). Ahora tiene la capacidad de defensa debido a los dispositivos generadores de barreras de radiación. Incluso puede utilizarlas para el ataque inculando el brazo y el hombro izquierdo. Esta función es debido a la adición tecnológica de Britannia, ya que al combinar el brazo izquierdo y el mismo hombro también funcionan como un brazo gigante. El dispositivo direccional de la radiación de ondas del Rekka se ha mejorado y convertido en Gefjun Blaster que ahora puede fundir Sakuradite además de destruirlo. Cuenta en su cintura con un bastidor para almacenar municiones.

#### Agravain
IFX-4DW1 Agravain (アグラヴェイン, Aguravein) es un Knightmare Frame pilotado por el misterioso hombre enmascarado Wizard, que apoya a la organización terrorista Peace Mark. Teniendo en cuenta que la verdadera identidad de Wizard es Oiaguro Zevon, líder de la organización secreta de Britannia: "Pluton", es muy probable que este Knightmare Frame se desarrollara en secreto usando la tecnología e ingeniería de Britannia, ya que incluso los miembros de los Caballeros Glinda encargados de la prueba de nuevos prototipos no fueron conscientes de su existencia. Su diseño y armamento sugieren que es el prototipo de Gareth, el modelo de producción en serie del Gawain.
Aunque sus capacidades son desconocidas, el Agravain parece estar equipado con la última tecnología de Britannia, como se demuestra con el sistema de flotación integrado en su parte posterior. Posee el mismo armamento como el Gareth, incluyendo dos cañones de Hadron en sus brazos, catorce lanzadores de misiles (cuatro en cada pierna y seis en el pecho) y ocho Slash Harkens montados en dos lanzadores de cuatro barriles unidas a sus caderas. Midiendo más de 7m de alto, está equipado además con dos espadas MVS, que se pueden esgrimir con las manos manipuladoras unidas detrás de los Hadron Cannons en sus brazos. También está equipado con el blindaje del Blaze Luminous que lo envuelve por completo.

### Otros

#### Alexa Narisna
El Alexa Narisna (荒草鳴砂 | アレクサなりすな, Arekusa Nari su na) es una variante del Alexander modificado por Rakshata y piloteado por Gassan. Fue construido a partir de piezas de un dañado Alexander recuperado, que había sido proporcionados a Rakshata de una fuente en Britannia. Sin embargo, no había suficientes partes salvadas incluidas, por lo que los brazos de los restos del Gekka Narisna fueron utilizados como sustitutos. Al igual que la serie estándar de los Alexander, el Alexa Narisna conserva el modo de insecto que le confiere una gran movilidad y agilidad. Cuando está en este modo ejerce su revolvente espada y bazooka en los sub- brazos de la cabina del piloto .

#### Somerset
El RAI-X16 Somerset (サマセット, Samasetto) es un prototipo transformable diseñado por Willbur Millville, del grupo terrorista anti-imperial, Las Alas de Talleyrand. Muchos sirvieron como parte de las fuerzas principales del grupo durante el atentado bombardeo de la capital de Pendragon.
Usando el MR -1 como base, el Somerset fue diseñada por el exjefe de Desarrollo de Armas de Steiner Konzern, mediante la utilización de su investigación independiente para el vuelo de Knightmares. En el Modo Fortaleza, el Somerset es capaz de volar independientemente pero a cambio de su capacidad de vuelo, sacrifica sus habilidades en su modo tradicional de Knightmare. Sin embargo, se plantea una amenaza suficiente con el poder absoluto de su fuerza que ofrece para la batalla aérea. Sus únicas armas son dos cañones magnéticos que están incorporados en sus brazos y dos Slash Harkens montados en su pecho .

#### Sutherland Ikaros
El FFB-02 Sutherland Ikaros (サザーランド・イカロス, Sazārando Ikarosu) es un Knight Giga Fortress desarrollado como prototipo con las tecnologías usadas para el Bradford, y piloteado por Willbur Millville, exjefe de desarrollo de armas de los Steiner Konzern y líder del grupo terrorista Anti-Britannia, Las Alas de Talleyrand. El Sutherland Ikaros fue diseñado como una unidad atacante posicional, asediando a las bases y ciudades desde el cielo. Utiliza un Sutherland W modificado como su núcleo que lleva el sistema de control de vuelo. El resto de la unidad se compone de un marco exterior grande que lleva el Motor de Propulsión de Plasma de tracción eléctrica que sirve como su sistema de vuelo, mismo utilizado por el Bradford. Su armamento consta de dos Megiddo Harkens, una serie de vainas de misiles, dos cañones magnéticos alojados en el interior de las alas que se despliegan, y una serie de contenedores de bombas que se almacenan en la parte inferior del Ikaros que pueden caer sobre los enemigos a continuación. El único prototipo fue utilizado para atacar las costas de Pendragon en 2017 a.t.b, pero fue detenido por los Caballeros Glinda y su Sutherland W quedó destruido al final del combate en una atmósfera alta.

#### Panzer-Wespe
El Panzer-Wespe (パンツァー ヴェスペ, Pantsu~āvu~esupe. Lit. "Avispa Blindada") es un Knightmare Frame usado por la República de Europia. Pertenece a la línea de Panzer-Hummel pero enfocándose más en batallas de largo alcance, con la principal diferencia de brazos con respecto a su antecesor, y un poderoso rifle de ultra largo alcance.

#### Equus
El Equus (エクウス, Ekūsu) es un Knightmare de 6.ª generación establecido como prototipo. Originalmente era exclusivo en el título homónimo para la Nintendo DS junto con otros Knightmares, pero oficialmente canónico a partir del capítulo 17 desde la perspectiva de Orpheus. Es un equipo de colores marrón y verde con la apariencia de un centauro debido a la característica de sus 4 piernas y la carencia de Landspinners. Su Factsphere está ubicado en la cabeza acompañado de extensiones similares a cuernos y su única y principal arma es un martillo dedicado.Si bien su piloto originalmente era Pollox rui Britannia en el juego (ambos exclusivos debido a que la historia está basada y alternada en el original) en la serie y línea argumental original, dicho piloto es desconocido puesto a que solo es mencionado hacia Orpheus con el objetivo de desviar al Vercingetorix, del que se confirma la construcción a base del Equus.

#### Palomides
RZA-4EEE Palomides (パロミデス, Paromidesu. Lit. "Palamedes") es un Knightmare Frame de 8.ª generación piloteado por la Knight Of Four, Dorothea Ernst. Su diseño está inspirado en el Ahuramazda pero con una armadura mucho más ornamentada, puesto a que sus cañones fueron adaptados para combates cerrados y reducidos como si fueran dedos. Estos cañones disparan ráfagas de hadrones con la libertad de un Knightmare al disparar un Slash Harken, por lo que es considerado un equipo de destrucción masiva. Como todo Knightmare de su generación, está equipado con Landspinners y un sistema de flote. De manera similar a su piloto en la serie, solo apareció en la rebelión contra el Emperador Lelouch bajo las órdenes de Bismarck, quedando destruido de inmediato ante la innovación del Lancelot Albion.

#### Elphaba
Type-X2/Z-01TX Elphaba es un Knight Giga Fortress de colores carmesí y mostaza con un diseño similar al Sutherland Sieg construido para Marrybell Mel Britannia, pesando 74 toneladas. Marrybell recibió este prototipo personalizado de Lelouch. Fue desarrollado para la supresión de la base y defensa al igual que el Sieg. Siendo el Lancelot un símbolo del Imperio, esta unidad muestra la verdadera intención de Marrybell como una figuración, representándo más de la mitad del Knightmare como núcleo. Además de la gran cantidad de misiles (almacenados en pods), los manipuladores tienen Diffuse Hadron Cannons (por 10 unidades), y que posee un enorme poder de fuego gracias al rifle lineal en la parte inferior del cual puede readaptarse, y la reconversión del Hyper Hadron Cannon. El Lancelot Trial conserva más o menos los mismos armamentos de la prueba, con la única diferencia de que ahora posee una máscara. Es una máquina con un alto rendimiento para llevar a cabo toda la batalla acorde a las especificaciones de Marrybell. La cola se despliega hacia adelante como el Hyper Hadron Cannon, con 1 cartucho izquierdo y derecho (cilindros traseros) que se purgan después de cada disparo. La cabina se encuentra dentro de la unidad del Sieg, el Lancelot Trial fue desmantelado para acoplarlo a un láser. Algo curioso es que el manejo de este equipo no cuenta con sensores nerviosos como ocurrió con previamente con los modelos del Siegfried. El Elphaba hereda los mismos sistemas característicos del Shinkirō: el Absolute Defense Field (絶対守護領域 Zettai Shugo Ryouiki?, lit Campo de absoluta defensa), un sistema que usa un conjunto de campos de energía hexagonales proyectables sobre cualquier parte del Knightmare. También posee su Druid System, y el Structural Phase Transition Cannon (拡散構造相転移砲 Kakusan Kouzou Shou Teni Hou?), un potente láser ubicado en su pecho disparado como cañón.